# Mayrinhac-Lentour
Mayrinhac-Lentour település Franciaországban, Lot megyében. Lakosainak száma 487 fő (2022. január 1.). Mayrinhac-Lentour Aynac, Bio, Lavergne, Loubressac, Saignes, Thégra és Saint-Jean-Lagineste községekkel határos.

## Népesség
A település népességének változása:
| Lakosok száma | 442  | 405  | 437  | 466  | 527  | 506  | 511  | 498  | 492  | 487  |
|               | 1968 | 1982 | 1990 | 2006 | 2013 | 2015 | 2017 | 2019 | 2020 | 2022 |